# Bernadette – A főnökasszony
A Bernadette – A főnökasszony (eredeti cím: Bernadette) 2023-ban bemutatott francia életrajzi filmvígjáték, amelyet elsőfilmes rendezőként Léa Domenach írt és rendezett. A főbb szerepekben Catherine Deneuve, Denis Podalydès, Michel Vuillermoz és Sara Giraudeau látható.
Franciaországban 2023. október 4-én mutatta be a Warner Bros. Pictures. Magyarországon 2024. március 14-én került a mozikba az ADS Service forgalmazásában.

## Cselekmény
Az Elysée-palotába érkezve Bernadette Chirac arra számít, hogy végre megkapja a megérdemelt helyet, mivel mindig is férje árnyékában dolgozott az elnöki poszt megszerzéséért. Bernadette-et túlságosan régimódinak ítélik, ezért elhatározza, bosszút áll, és a média egyik legfontosabb személyisége lesz.

## Szereplők
| Szerep                 | Színész              | Magyar hang     |
| ---------------------- | -------------------- | --------------- |
| Bernadette Chirac      | Catherine Deneuve    | Kovács Nóra     |
| Bernard Niquet         | Denis Podalydès      | Harsányi Gábor  |
| Jacques Chirac         | Michel Vuillermoz    | Rosta Sándor    |
| Claude Chirac          | Sara Giraudeau       |                 |
| Nicolas Sarkozy        | Laurent Stocker      |                 |
| Dominique de Villepin  | François Vincentelli |                 |
| Yvon Molinier, a sofőr | Lionel Abelanski     |                 |
| David Douillet         | Victor Artus Solaro  |                 |
| Jacky-Pierre           | Scali Delpeyrat      | Kapácsy Miklós  |
| Aurora                 | Barbara Schulz       | Solecki Janka   |
| Xavier Bertrand        | Vincent Primault     |                 |
| Alain                  | Olivier Balazuc      |                 |
| Laurence Chirac        | Maud Wyler           | Andrádi Zsanett |
| Mouret atya            | Jacky Nercessian     |                 |
| Karl Lagerfeld         | Olivier Breitman     |                 |
| Grundmann mester       | Patrick Paroux       |                 |
| piaci borkereskedő     | Aloïs Menu           |                 |
| Val-de-Grâce doktor    | Stéphane Boucher     |                 |

### Magyar változat
- Magyar szöveg: Sulyok Boriska
- Vágó: Orosz Dávid
- Hangmérnök és szinkronrendező: Kelemen Tamás
- Rendezőasszisztens: Fazekas Eszter
- Gyártásvezető: Molnár Melinda
- Produkciós vezető: Kovács Anita

A szinkront a Dream Voice Stúdió készítette el.

## A film készítése
2022 áprilisában bejelentették, hogy Catherine Deneuve fogja alakítani Bernadette Chirac-ot a La Tortue című életrajzi filmben. Ez az első nagyjátékfilm, amelyet Léa Domenach rendezett.
A forgatás 2022. április 25-én kezdődött Reimsben, Épernay-ban, Châlons-en-Champagne-ban és Párizsban. A forgatás 2022. június 27-én fejeződött be.

## Bemutató

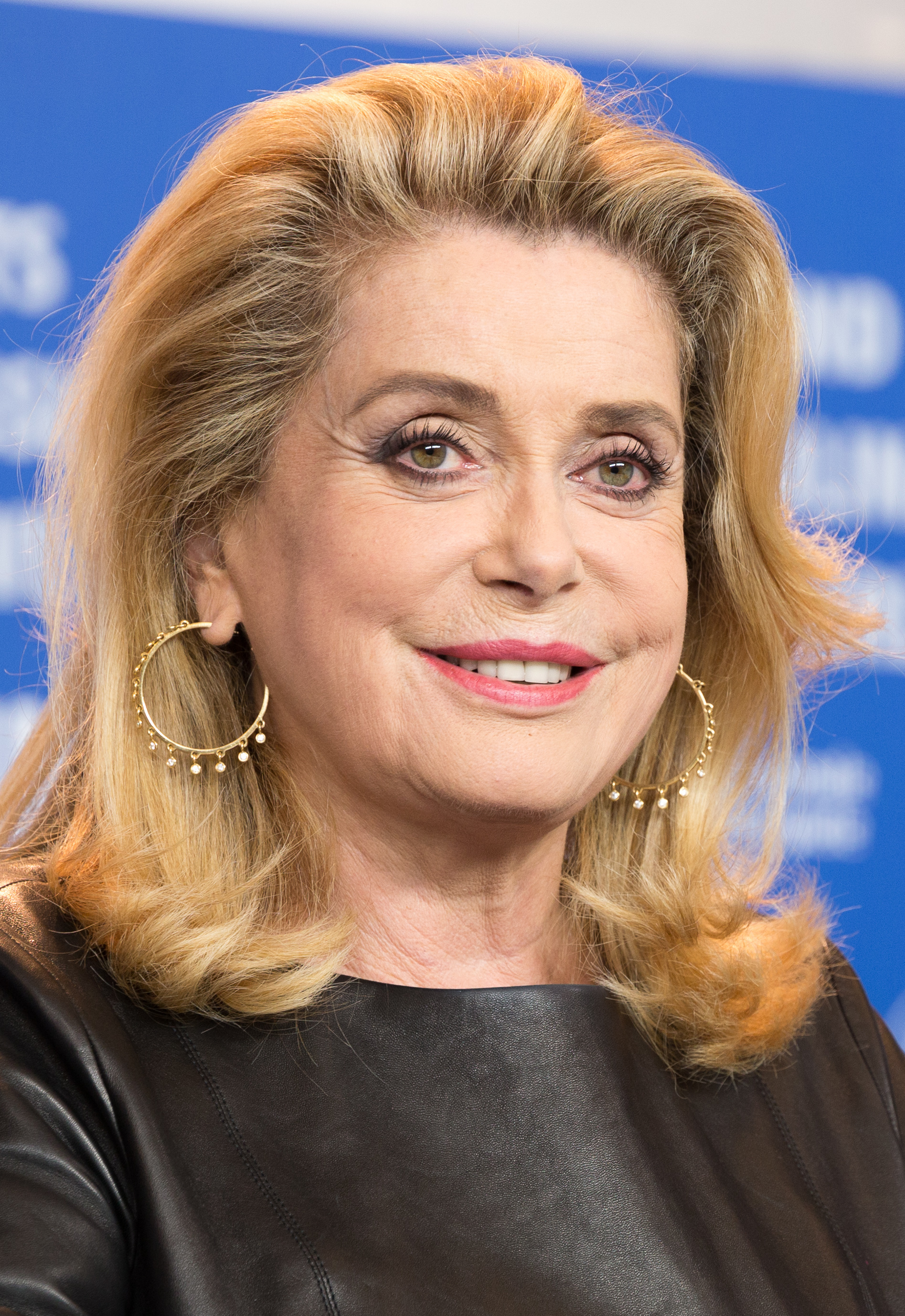
Bernadette Chirac-et alakító Catherine Deneuve, 2017-ben

Az Orange Studio 2023 januárjában, a párizsi Unifrance Rendez-Vous-on mutatta be a film első felvételeit.
A film premierje a Helvetia Francia Filmfesztiválon volt 2023. szeptember 17-én. Franciaországban és Belgiumban 2023. október 4-én jelent meg. Csehországban november 30-án kerül a mozikba a Bohemia Motion Pictures forgalmazásában.
2024. február 17-én bejelentették, hogy a Cohen Media Group megvásárolta a Bernadette (átnevezve: The President's Wife) filmes jogait Észak-Amerikában. 2025. április 18-án kezdték el vetíteni a mozik az Amerikai Egyesült Államokban. 2025. június 24-én jelent meg DVD-n és Blu-ray lemezen.

### Bevételi adatok
A film az első hétvégén 1,6 millió dolláros bevétellel és 267 041 látogatóval a francia jegypénztárak élére került. 2024. október 26-ig világszerte összesen 6 700 077 dollárt szerzett.

### Díjak és jelölések
| Díj                                   | Időpont           | kategória                  | Átvevő(k)         | Eredmény | Forr.  |
| ------------------------------------- | ----------------- | -------------------------- | ----------------- | -------- | ------ |
| César-díj                             | 2024. február 23. | Legjobb elsőfilmes alkotás | Bernadette        | Jelölve  | [ 13 ] |
| Lumière-díj                           | 2024. január 22.  | Legjobb színésznő          | Catherine Deneuve | Jelölve  | [ 14 ] |
| Lumière-díj                           | 2024. január 22.  | Legjobb elsőfilm           | Bernadette        | Jelölve  | [ 14 ] |
| Paris Film Critics Association Awards | 2024. feburár 4.  | Legjobb színésznő          | Catherine Deneuve | Jelölve  | [ 15 ] |